# 1248 Jugurtha
1248 Jugurtha är en asteroid i huvudbältet som upptäcktes den 1 september 1932 av den sydafrikanske astronomen Cyril V. Jackson. Asteroidens preliminära beteckning var 1932 RO. Asteroiden fick senare namn efter den numidiske kungen Jugurtha.
Jugurthas senaste periheliepassage skedde den 22 november 2018.[Uppdatering behövs] Asteroidens rotationstid har beräknats till 12,91 timmar.